# 1492

## Esdeveniments
Països Catalans
- 3 de febrer - Girona: El convent de Cadins decideix instal·lar-se al Mercadal, Girona, procedent de Cabanes (Alt Empordà).[1]
- 31 de març - Corona d'Aragó i Regne de Castella: els Reis Catòlics promulguen un decret pel qual s'ordena l'expulsió dels jueus del territori de les seves corones.

Resta del món
- 12 d'octubre - Colom arriba a l'illa que anomenarà San Salvador, actualment Watling (les Bahames), fet que, per als europeus, va suposar el Descobriment d'Amèrica.
- 2 de gener - Granada (Andalusia): l'ocupació de la ciutat per les tropes castellanes posa fi a la conquesta del regne de Granada.

## Naixements
Països Catalans
Resta del món
- 4 de març, Florència: Francesco de Layolle, compositor i organista.
- 20 d'abril, Arezzo: Pietro Aretino, poeta i dramaturg italià (m. 1556).[2]

## Necrològiques
Països Catalans
- Abraham Šalom, cabalista jueu, filòsof i jurista que feu de metge a Tàrrega.

Resta del món
- 9 d'abril, Careggi, Toscana: Llorenç el Magnífic, mecenes, banquer, poeta, filòsof i Senyor de Florència entre 1469 i 1492 (n. 1449).[3]